# Vieille Forêt (Écologie)
 (mars 2025).
Une vieille forêt est une forêt à la fois ancienne et mature.
Une forêt ancienne est définie en France comme une forêt dont l’état boisé date d’avant le minimum forestier aux alentours de 1830. La distinction avec une vieille forêt est due au fait que les forêts, même anciennes, ont tendance à conserver un caractère juvénile lorsqu’elles sont exploitées : absence d’arbre d’age supérieur aux critères optimum d’exploitation, absence de bois mort et de dendromicrohabitat…
Une forêt mature, au contraire est constitué d’un peuplement ayant eu le temps de vieillir. Elle est caractérisée par la présence d’un certain nombre de vieux arbres vivant de diamètre important, une abondance de gros arbres morts au sol (chablis) ou sur pieds (chandelles), et la présence de dendromicrohabitats nombreux et variés.
Les vieilles forêts présentent une biodiversité particulièrement riche, avec de nombreuses espèces inféodées.

## Publications originales
- Drapier, 2021 : Ancienneté, naturalité et maturité des forêts : quelques notions essentielles. Rendez-vous Techniques de l’ONF, no 71-72, p. 18-25 (hal-03965945).